# Ingrid Alexandra van Noorwegen

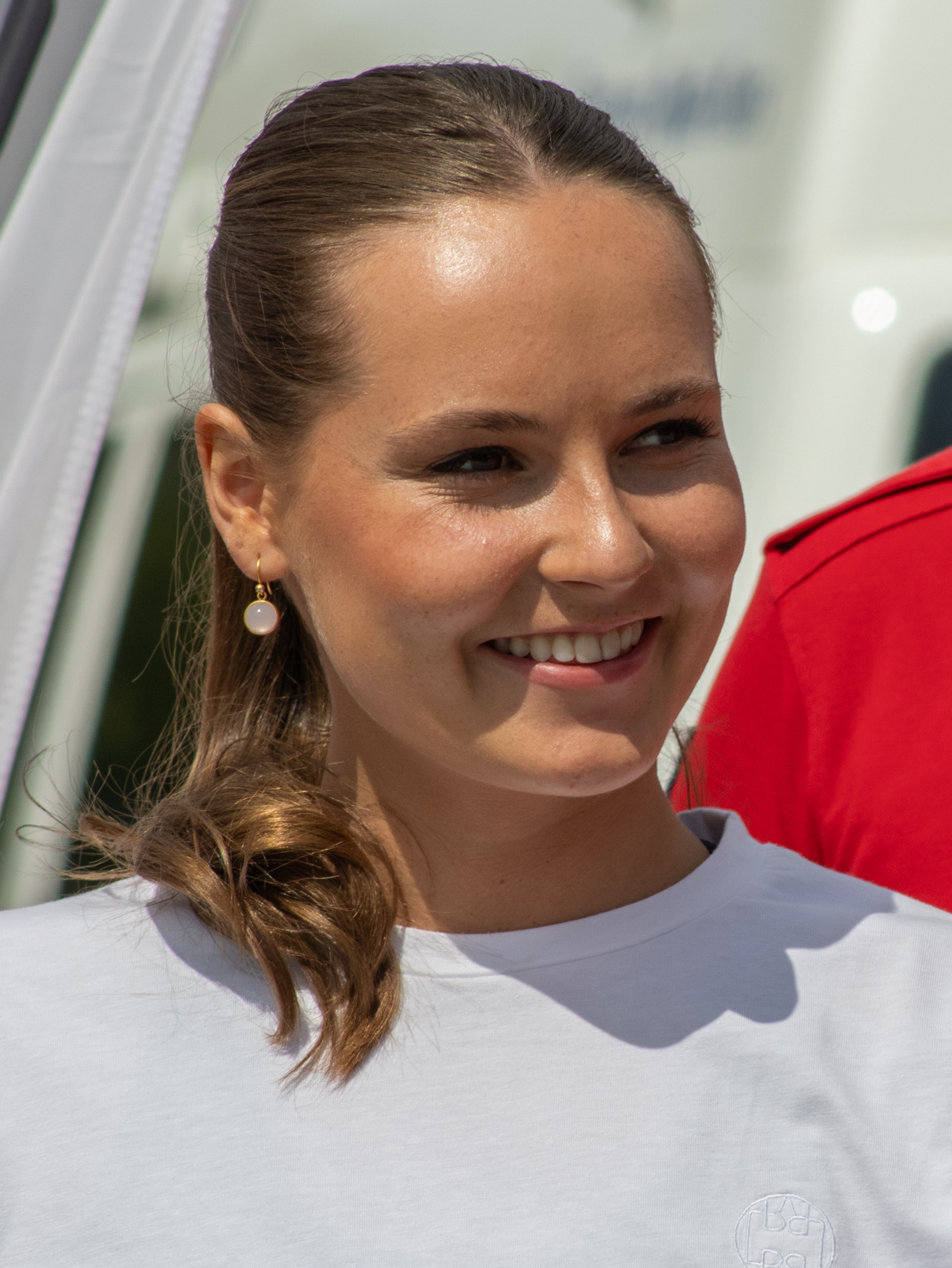
Ingrid Alexandra van Noorwegen (2025)

Ingrid Alexandra van Noorwegen (Oslo, 21 januari 2004) is een Noorse (erf)prinses. Ze werd geboren in het Rikshospitalet. 
Ingrid is het eerste kind van kroonprins Haakon Magnus van Noorwegen en het tweede van prinses Mette-Marit. Prinses Ingrid is tweede in de lijn van de Noorse troonopvolging, na haar vader. Ze heeft een halfbroer uit een vorige relatie van haar moeder: Marius Borg Høiby (1997). Op 3 december 2005 kreeg ze er een broer bij: Sverre Magnus.

## Troonopvolging
In 1990 werd er een wet ingesteld dat het oudste kind, ongeacht het geslacht, de eerste is in de lijn van de troonopvolging. Ingrid zal daardoor, bij leven en welzijn, de eerste koningin van Noorwegen in haar eigen recht worden. Kroonprins Haakon blijft nog wel voor op zijn zus Märtha Louise van Noorwegen, aangezien de wet nu nog niet van kracht is. Zodra Haakon de troon bestijgt gaat dat wel gebeuren.
Net als haar vader is Ingrid Alexandra een directe afstammeling van koningin Victoria van het Verenigd Koninkrijk. Daardoor staat ze ook in de lijn van de Britse troonopvolging. Door de Britse wet rondom deze kwestie staat ze echter een plaats lager dan haar broer Sverre Magnus, die voorrang heeft.

## Doop
Ze werd gedoopt op 17 april 2004 door Bisschop (Gunnar) Stålsett in de kapel van het koninklijke paleis in Oslo. 
Haar peetouders zijn: 
- koning Harald
- koning Frederik X van Denemarken
- kroonprinses Victoria van Zweden
- koning Felipe van Spanje
- prinses Märtha Louise
- mevrouw Marit Tjessem, de moeder van kroonprinses Mette-Marit.